# Eisenbahninfrastrukturgesellschaft Aurich-Emden

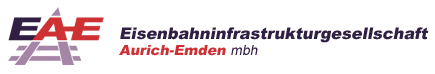
Logo der Eisenbahninfrastrukturgesellschaft Aurich-Emden

Die Eisenbahninfrastrukturgesellschaft Aurich-Emden mbH (EAE) ist ein in Aurich beheimatetes Eisenbahninfrastrukturunternehmen, das die 13 Kilometer lange Bahnstrecke Abelitz–Aurich in Ostfriesland seit 2008 betreibt. Der Geschäftsführer ist Berend Voss. In Abelitz schließt die eingleisige Nebenbahn an die Bahnstrecke Rheine–Norddeich Mole der DB Netz AG an. Die Strecke wird als Industriestammgleis betrieben und weist aufgrund der zahlreichen Bahnübergänge zu Privatgrundstücken nur eine Höchstgeschwindigkeit von 25 km/h auf.

## Gesellschafter
Die Gesellschafter sind sowohl öffentliche als auch private Organisationen:
| Anteil | Anteilseigner |
| ------ | ------------- |
| 51 %   | Stadt Aurich  |
| 48 %   | Enercon       |
| 1 %    | Kerker Beton  |

Die Gründungsgesellschafter Landkreis Aurich und Stadt Emden sind ausgeschieden. Die beiden privaten Gesellschafter sind auch die ersten Güterkunden, die die Bahnstrecke nutzen. Da die Trassengebühren die Kosten nicht decken, entsteht ein Jahresfehlbetrag von rund 100.000 EUR. Die bis 2012 entstandenen Schulden wurden Ende 2013 anteilsmäßig von den Gesellschaftern getilgt.

## Geschichte

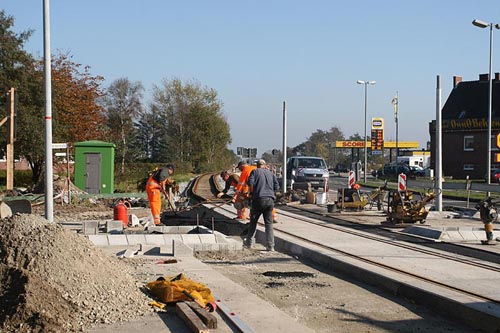
Kreuzung der B 72 während der Bauarbeiten, 22. Oktober 2007

Nachdem der Güterverkehr auf der Stichstrecke (Emden–) Abelitz–Aurich 1996 eingestellt worden war, bestand zunächst wenig Aussicht auf eine Streckenreaktivierung. Jedoch gab es Einzelpersonen, die an einer Wiederaufnahme des Schienenverkehrs weiterarbeiteten. Schließlich kam das Interesse der Firma Enercon hinzu, die zunehmend schwieriger werdenden und wegen der Größe der Rotorblätter genehmigungspflichtigen Straßentransporte auf die Schiene zu verlagern. Aufgrund des finanziellen Engagements des Windenergieanlagenherstellers und der Stadt Aurich konnte am 2. September 2006 der erste Spatenstich für die Streckensanierung mit einem Festakt begangen werden.
Nach eineinhalbjähriger Bauzeit und Baukosten von 10,2 Millionen Euro wurde die Bahnstrecke Abelitz–Aurich am 4. April 2008 feierlich in Anwesenheit des niedersächsischen Ministerpräsidenten Christian Wulff eröffnet.
Am 9. November 2008 löste der Verein Aurich – ran an die Bahn mit zwei Sonderfahrten zwischen Aurich und Emden das Versprechen hinsichtlich der Wiederaufnahme des Schienenverkehrs ein, das er im Jahr 1996 durch die Ausgabe von Fahrkarten für 10 DM an 1.600 Interessenten gegeben hatte. Der nach dem Initiator benannte Ubbo-Lorenz-Express wurde mit der V 100 der Eisenbahngesellschaft Ostfriesland-Oldenburg mbH (e.g.o.o.) bespannt.
Im ersten Jahr nach der Eröffnung wurde die Strecke bereits von über 5.000 Zügen benutzt.

## Aktuelles

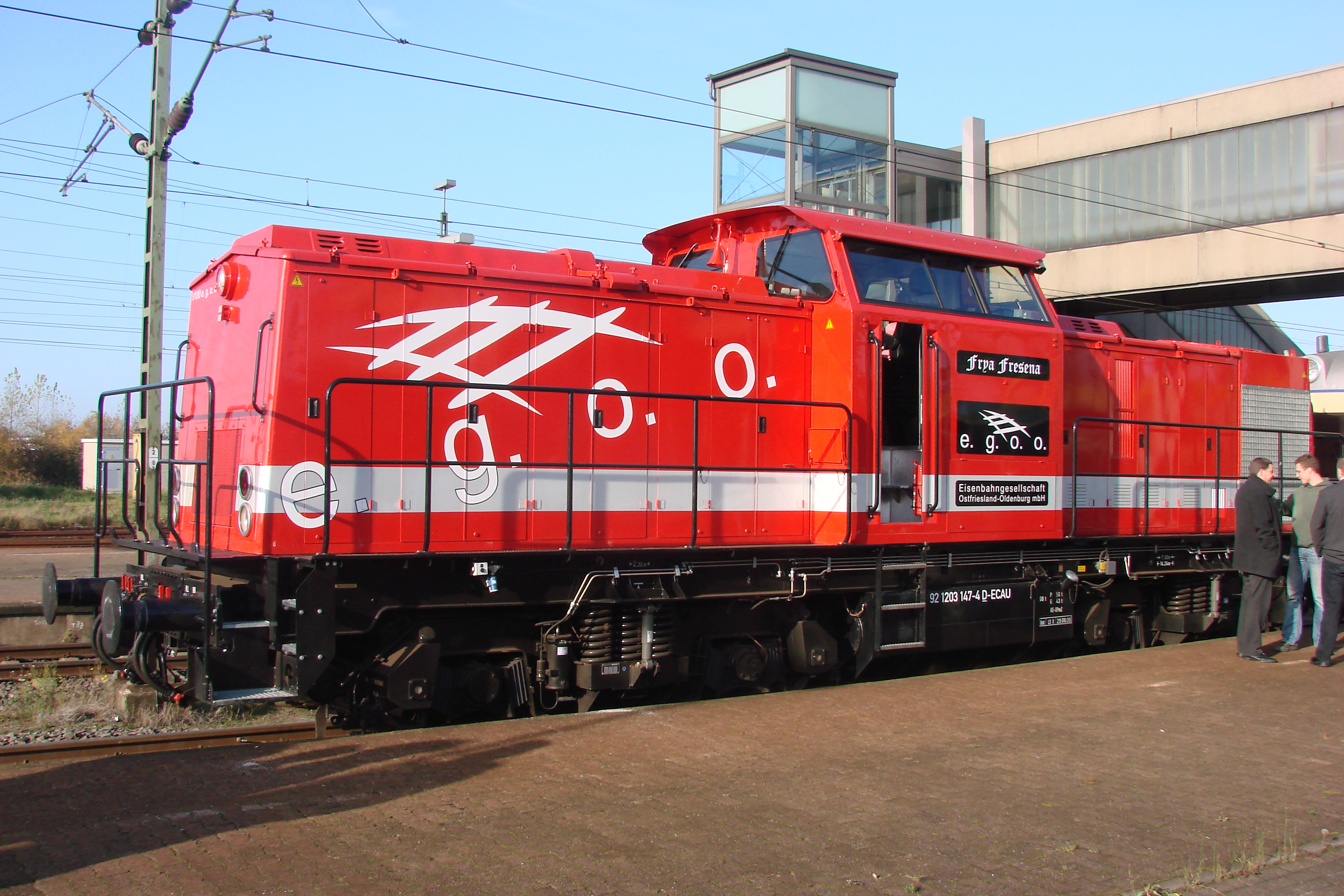
Lokomotive „Frya Fresena“ am 8. November 2008 im Emder Hauptbahnhof während einer Sonderfahrt

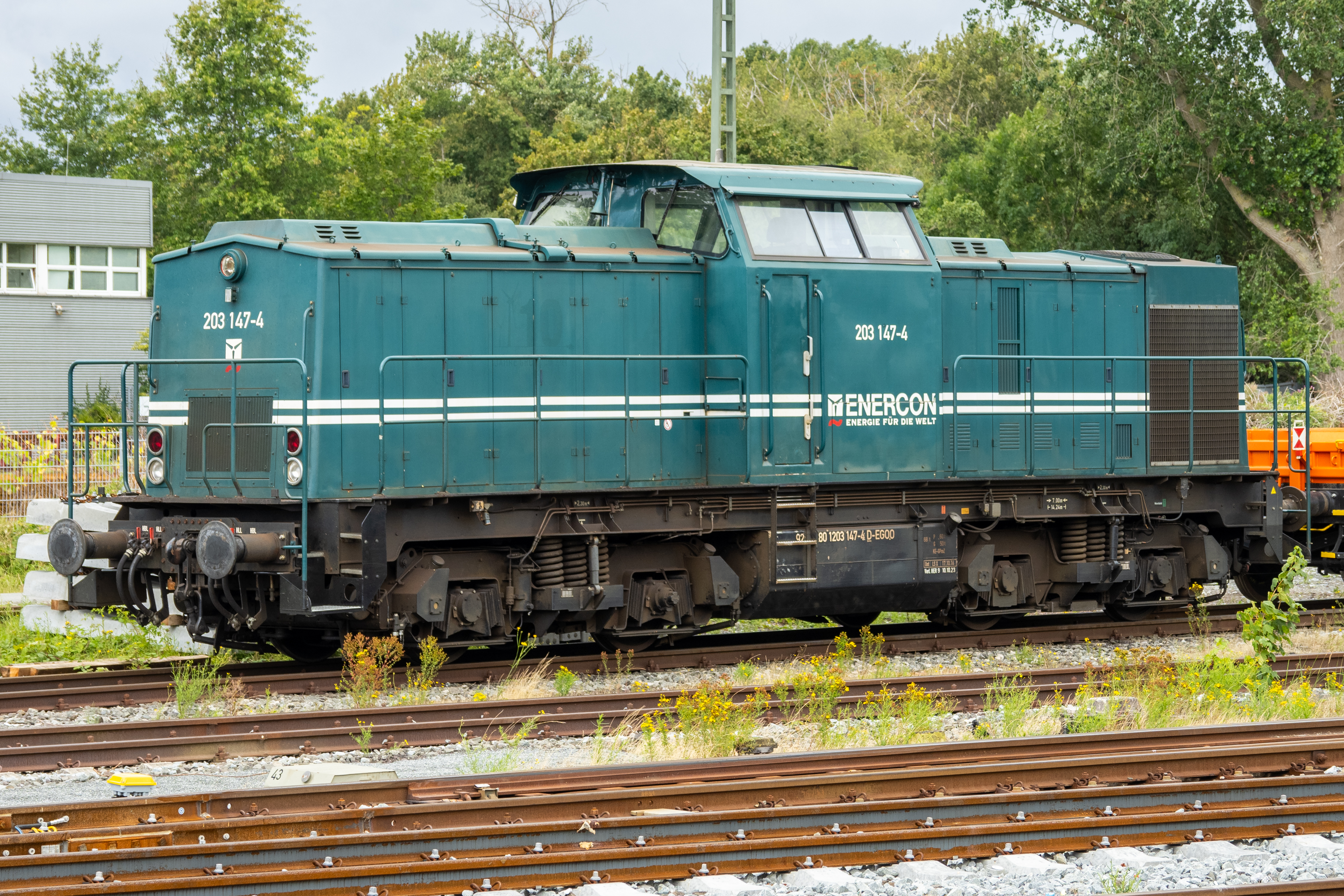
203 147-4 mit Enercon Kennzeichnung (2023)

Die Firma Enercon nutzt seither mit ihrem Eisenbahnverkehrsunternehmen e.g.o.o. die Strecke für den werktäglichen Transport von Windenergieanlagenkomponenten zur Verschiffung im Emder Hafen. Für die teilweise über 40 Meter langen Rotorflügel werden vierteilige Tiefladewaggons benutzt, die speziell für Transporte mit Lademaßüberschreitung konstruiert wurden. Für 2009 wurde mit einem Transportaufkommen von 3.000 Wagen gerechnet.
Enercon nahm 2009 im Industriegebiet Tannenhausen einen neuen Verladebahnhof mit einem 64-Tonnen-Kran in Betrieb, um die Transportlogistik zu verbessern. Zur Verlagerung weiterer Schwertransporte mit Lademaßüberschreitung von der Straße auf die Schiene ist eine Vergrößerung des Lichtraumprofils der Strecke geplant. Außerdem soll die Streckenhöchstgeschwindigkeit von derzeit 25 km/h auf 50 bis 80 km/h erhöht werden. Durch diesen Streckenausbau ist ab 2014 auch wieder Schienenpersonennahverkehr zwischen Aurich und Emden mit einer Fahrzeit unter 30 Minuten möglich. Ende Juni 2011 erfolgte die Ausschreibung der Planungsleistungen durch die EAE, wobei die Verbreiterung des Lademaßes auf 5,05 Meter auf der erweiterten Strecke zwischen Aurich Nord und Emden Seehafen zum Transport der Windkraftanlagen das Hauptziel war. Im Februar 2015 hat der EAE-Aufsichtsrat jedoch beschlossen, auf den Streckenausbau zu verzichten, da dies durch die Verringerung der Größe der von Enercon hergestellten Windenergieanlagenbauteile nicht mehr notwendig ist.

### Bahnübergänge
Entlang der Strecke gibt es sehr viele technisch nicht gesicherte Bahnübergänge (BÜ), von denen viele den Zugang von den direkt angrenzenden Häusern zur streckenparallel verlaufenden Bundesstraße herstellen. Diese sind mit dem Verkehrszeichen Andreaskreuz versehen. Bei schlecht einsehbaren Bahnübergängen sind zusätzlich Pfeiftafeln an der Strecke aufgestellt, die die Eisenbahnfahrzeugführer dazu zwingen, das laute Signalhorn zu betätigen. Aufgrund des regelmäßigen, auch nächtlichen Zugverkehrs hat dies zu Protesten der Anwohner geführt. Anfang Juli 2009 beschlossen EAE und Enercon auf die Beschwerden einzugehen und als vorübergehende Lösung auf das Pfeifen der Züge zu verzichten. Stattdessen müssen diese nun vor den BÜ anhalten, die jeweils durch einen begleitenden Sicherungsposten gesichert werden. Dieses Verfahren führt zu einer längeren Fahrzeit der Züge und ist durch das Bremsen bzw. Beschleunigen der Züge auch nicht geräuschlos. Aus diesem Grund werden die BÜ sukzessiv technisch gesichert, indem sie entweder mit Lichtzeichen oder massiven Umlaufgittern versehen werden.